# Dominique Viart
Dominique Viart, nacido en París, es ensayista, crítico, profesor de Literatura francesa en la Universidad de París X Nanterre y miembro senior del Instituto Universitario de Francia desde el 2009.

## Biografía
Dominique Viart cursó estudios de Letras y de Historia en las Universidades Lyon 2 y París IV (Sorbona), en donde obtuvo la Agregación sosteniendo una tesis dirigida por Jean-Pierre Richard y Michel Raimond sobre el Imaginario de los signos en la novela francesa del Siglo XX (ANRT, 1991). Como maestro de conferencias en la universidad Lille 3 (1993), Viart presenta una Habilitación para dirigir investigaciones (1994) y fue nombrado profesor en 1996. En 2013, se integró a la universidad París X Nanterre. 
Es profesor de literatura francesa moderna y contemporánea y fue, hasta el 2013, director adjunto del Equipo de Investigación Alithila (Análisis literarios e Historia de la lengua por sus siglas en francés) en la Universidad Charles de Gaulle-Lille III. Cada año, Dominique Viart da cursos y conferencias en la Universidad de Roma La Sapienza y dirige, con Gérard Farasse, la Revue des Sciences Humaines (Revista de Ciencias Humanas).
Fue director de varias colecciones editoriales de trabajos universitarios (colecciones "Perspectives" ("Perspectivas") y "Claude Simon" para las Presses Universitaires du Septentrion (Ediciones Universitarias del Septentrion); colección "Écritures Contemporaines" ("Escrituras contemporáneas") para la casa editorial Minard; colección "Écrivains au présent" ("Escritores al presente") para la casa editorial Armand Colin). Viart también forma parte del comité de redacción de diversas revistas universitarias, entre las cuales están Sites, 20th-century Contemporary French Studies (Estados Unidos), Beckett Today – Aujourd'hui (Amsterdam/New-York), Roman 20-50 (Lille), Cahiers Claude Simon, (Presses Universitaires de Perpignan, Ediciones Universitarias de Perpiñán), y de las revistas digitales : RELIEF [www.revue-relief.org] y FIXXION XX-XXI [www.revue-critique-de-fixxion-francaise-contemporaine.org/].
Viart es cofundador y fue vicepresidente, hasta el 2013, de la Sociedad de estudios de literatura francesa del Siglo XX. También presidió, desde su creación en 2001 hasta el 2011, la Asociación de Lectores de Claude Simon (Association des Lecteurs de Claude Simon).
Como especialista en poesía moderna, es el autor de una de las primeras obras críticas sobre Jacques Dupin, L’Écriture seconde (La Escritura Menor) (Galilée, 1982), y organiza el primer coloquio internacional sobre este poeta L’Injonction silencieuse, Cahier Jacques Dupin (El Ordenamiento Silencioso, Cuaderno Jacques Dupin, La Table Ronde, 1995). Después de realizar investigaciones sobre la novela moderna en Francia (Julien Gracq, Robert Pinget, Claude Simon - cf : Une mémoire inquiète(Una memoria inquieta), Presses Universitaires de France, 1997), funda la colección "Écritures contemporaines" ("Escrituras contemporáneas") para la casa editorial Minard-Lettres modernes. 
Desde 2006, organiza anualmente, con la Casa de los Escritores y de la Literatura (Maison des écrivains et de la littérature) y su directora Sylvie Gouttebaron los encuentros "Literatura, desafíos contemporáneos" ("Littérature, enjeux contemporains") que reúne a escritores parisinos, críticos literarios e investigadores universitarios. 
Viart define cierta literatura contemporánea, aparecida desde mediados de los años 70, como una literatura "transitiva" y "crítica" que dialoga con su doble herencia académica y moderna así como con las Ciencias Sociales (sobre todo con la historia y la sociología, ver: Nouvelles écritures littéraires de l’Histoire (Nuevas escrituras literarias de la Historia) y Littérature et sociologie (Literatura y Sociología). Viart caracteriza esta escritura contemporánea como una literatura preocupada por regresar a las grandes cuestiones literarias de siglos pasados (como la expresión del Sujeto, de lo real, de la Historia, de las cuestiones políticas y sociales…) sin abandonar la sospecha contemporánea (cf. Viart y Vercier, La Littérature française au présent (La Literatura francesa al presente), Bordas (2005), 2008).
Viart identifica nuevas formas literarias que nacieron en este periodo : el "relato de filiación", las "ficciones biográficas", las "ficciones críticas", la "novela arqueológica", la "poesía prosáica"… y publica libros y artículos sobre los principales escritores franceses contemporáneos : François Bon, Pierre Michon, Pascal Quignard, Jean Echenoz, Annie Ernaux, Pierre Bergounioux, Antoine Volodine, Gérard Macé, Antoine Emaz, Gérard Titus-Carmel …etc
A pesar de que las categorías que propone son ampliamente aceptadas y utilizadas por la investigación universitaria, los historiadores y la crítica periodística, su convicción de que la literatura contemporánea francesa posee una gran calidad fue discutida por el profesor Antoine Compagnon (Télérama, n°2955, septiembre de 2006) y por el periodista estadounidense Donald Morrison, antes de ser admitida por la comunidad intelectual y enseñada en la mayoría de las universidades.

### Libros
- Pour Eric Chevillard (Para Eric Chevillard), (Con P. Bayard, B. Blanckeman, P. Bayard y T. Samoyault), Éditions de Minuit , 2014.
- Anthologie de la littérature française contemporaine (Antología de literatura francesa contemporánea. Novelas y relatos desde 1980), Armand Colin, 2013.
- Il romanzo francese contemporáneo (La Novela francesa contemporánea) (con Gianfranco Rubino (acd), Annie Oliver y Paolo Tamassia), Roma, editorial Laterza, 2012
- Une mémoire inquiète, essai sur l'œuvre de Claude Simon (Una memoria inquieta, ensayo sobre la obra de Claude Simon), (PUF, 1997) Presses Universitaires du Septentrion, 2010
- François Bon, étude de l’œuvre (François Bon, estudio de la obra), Bordas, 2008
- La Littérature française au présent : héritage et mutations de la modernité (La Literatura francesa en presente: herencia y mutaciones de la modernidad), (con Bruno Vercier), Bordas (2005), reedición aumentada en 2008.
- Quel projet pour la littérature contemporaine? (¿Cuál proyecto para la literatura contemporánea?) Publie.net, 2008
- Gérard Titus-Carmel, Ediciones Pérégrines-Evelyne Artaud / Museo de la Ciudad de Túnez-Palacio Kheïreddine, 2006.
- Les Vies minuscules de Pierre Michon (Las Vidas minúsculas de Pierre Michon), Gallimard, 2004.
- Le Roman français au XXe siècle (La Novela francesa en el Siglo XX)', (Hachette, 1999), Armand Colin, 2010.
- L'Imaginaire des signes dans le roman contemporain français (El Imaginario de los signos en la novela francesa contemporánea), ARNT, 1991.
- L'Écriture seconde, la pratique poétique de Jacques Dupin (La Escritura menor,  la práctica poética de Jacques Dupin), París, Galileo, 1982.

### Dirección de obras
- Pierre Michon. La lettre et son ombre (Pierre Michon. La letra y su sombra), (con P-M de Biasi y A. Castiglione), Gallimard, 2013.
- Écrire le présent (Escribir el presente) (con Gianfranco Rubino), Armand Colin, 2013.
- Fins de la Littérature, Tome 2. Historicité de la littérature contemporaine (Fines de la Literatura, Tomo 2. Historicidad de la literatura contemporánea), con Laurent Demanze, Armand Colin, 2012.
- Fins de la Littérature, Tome 1. Esthétiques et discours de la fin (Fines de la Literatura, Tomo 1. Estéticas y discursos del fin), con Laurent Demanze, Armand Colin, 2011.
- La Littérature française lue de l'étranger (La Literatura francesa leída en el extranjero), Institut français / Presses Universitaires du Septentrion, 2011.

- Trouver à qui parler (Encontrar con quien hablar), (con W. Asholt), revue critique de fixxion française contemporaine, n°2, 2011 : http://www.revue-critique-de-fixxion-francaise-contemporaine.org/francais/publications/no2/sommaire_no2.html
- François Bon, éclats de réalité (François Bon, resplandores de realidad), (con J.B. Vray), Presses Universitaires de Saint-Étienne, 2010.

- Nouvelles écritures littéraires de l’Histoire (Nuevas escrituras literarias de la Historia), Colección Écritures contemporaines, vol. 10. Éditions Minard - Lettres modernes, 2009.
- Littérature et sociologie (Escrituras blancas), (con Dominique Rabaté) Presses Universitaires de Saint-Étienne, 2009.

- Gérard Macé, la pensée littéraire (Gérard Macé, el pensamiento literario), Colección Écritures contemporaines, vol. 9. Éditions Minard - Lettres modernes, 2008.

- Littérature et sociologie (Literatura y sociologie), (con Dominique Rabaté y Philippe Baudorre), Presses Universitaires de Burdeos, 2007.
- Claude Simon, maintenant (Claude Simon, ahora), Cahiers Claude Simon, n°2, Presses Universitaires de Perpiñan, 2006.

- Antoine Volodine, fictions du politique (Antoine Volodine, ficciones de lo político), (con Anne Roche), Colección Écritures contemporaines, vol. 8. Éditions Minard - Lettres modernes, 2006.

- Marges du dialogue (Márgenes del diálogo), Revue des Sciences Humaines, n°273, 2004.

- Effractions de la poésie (Efracciones de la poesía), (con Elisabeth Cardonne-Arlyck), Colección Écritures contemporaines, vol. 7. Éditions Minard - Lettres modernes, 2003.

- Les Mutations esthétiques du roman contemporain français (Las Mutaciones estéticas de la novela francesa contemporánea), revista Lendemains, n°107/108, 2002.

- Paradoxes du biographique (Paradojas de lo biográfico), Revue des Sciences Humaines, n°263, otoño de 2001.
- Robert Pinget, revista Roman 20-50, n°30, diciembre de 2000.
- États du roman contemporain (Estados de la novela contemporánea),  (con Jan Baetens) Colección Écritures contemporaines, vol. 2, Éditions Minard - Lettres modernes, 1999.

- Mémoires du récit, Études sur le récit contemporain (Memorias del relato, Estudios sobre el relato contemporáneo), Colección Écritures contemporaines, vol. 1. Éditions Minard - Lettres modernes, 1998.

- Jules Romains et les écritures de la simultanéité (Jules Romains y las escrituras de la simultaneidad), Presses Universitaires du Septentrion, 1996.

- L'Injonction silencieuse (El Ordenamiento Silencioso, Cuaderno Jacques Dupin), La Table Ronde, 1995.
- Julien Gracq, revista Roman 20-50, n°16, diciembre de 1993.
- Littérature française contemporaine : Questions et perspectives (Literatura francesa contemporánea : Cuestionamientos y perspectivas), Presses Universitaires de Louvain, 1993.

### Textos en línea
- "Écrire avec le soupçon" ("Escribir con la sospecha, la Novela francesa contemporánea"), ( 2002) : http://www.culturesfrance.com/adpf-publi/folio/roman/11.html
- "La littérature contemporaine à l’université : une question critique" ("La literatura contemporánea en la universidad : una cuestión crítica") : http://www.fabula.org/atelier.php?De_la_litt%26.ºacute%3Brature_contemporánea_%26agrave%3B_l%27universit%26.ºacute%3B%3TIENE_una_cuestión_crítica
- "Quel projet pour la littérature contemporaine ?" ("¿Cuál proyecto para la literatura contemporánea?") : http://www.publie.net/tnc/spip.php?article75
- En remue.net : http://remue.net/cont/viart01sujet.html
- Dominique Viart responde a Donald Morrison : http://bibliobs.nouvelobs.com/20081210/9266/non-la-litterature-francaise-nest-pas-morte
- "Les prix, sismographes de la vie littéraire" ("Los premios, sismógrafos de la vida literaria"), periódico Libération, 9 de noviembre 2006 : http://www.liberation.fr/livres/010114493-les-prix-sismographes-de-la-vie-litteraire
- http://www.raison-publique.fr/article400.html

### Enlaces sonoros
- http://remue.net/spip.php?mot581
- http://archives-sonores.bpi.fr/doc=2477?urlaction=personneview&id_pers=5348
- "Quand la littérature fait savoir" ("Cuando la literatura hace saber"), Centro Pompidou, 30 de enero 2013 : http://archives-sonores.bpi.fr/doc=3802

### Enlaces en video
- Dominique Viart habla de la obra de Claude Simon (con Alastair B. Duncan y Alain Fleischer, Centro Pompidou, noviembre 2013) : http://video-streaming.orange.fr/culture-art-creation/ouverture-du-colloque-claude-simon-au-present-de-l-ecriture-i_17538827.html
- "Ressources de la littérature contemporaine"("Recursos de la literatura contemporánea") http://www.iuf20ans.org/spip.php?article75&contenu=video

- Datos: Q3035516